# Arno Neumann (Politiker)
Arno Neumann (* 11. Juni 1872 in Weimar; † 5. August 1926 in Jena) war ein deutscher Pfarrer, Lehrer und Politiker (DVP).

## Leben
Neumann war evangelisch-lutherischer Konfession. Er studierte Religionswissenschaft, Philosophie, Geschichte und Germanistik und schloss das Studium 1896 mit der Promotion zum Dr. phil. in Jena ab. Von 1897 bis 1899 war er Vikar und ab 1899 Pfarrer in Schwabsdorf. Zwischen 1902 und 1909 arbeitete er als Oberlehrer am Realgymnasium Apolda und von 1909 bis 1925 als Oberlehrer an der Oberrealschule Jena. Im Ersten Weltkrieg leiste er 1914 bis 1918 Kriegsdienst. Danach war er von 1921 bis 1925 Leiter der Deutschen Aufbauschule in Jena und ab 1925 Leiter des Realgymnasiums Weimar.
Er war verheiratet. Der spätere Professor für Ur- und Frühgeschichte an der Friedrich-Schiller-Universität Gotthard Neumann ist ein Sohn.

## Politik
1920 trat er der DVP bei. 1920 wurde er für den Wahlkreis Sachsen-Weimar-Eisenach in den Thüringer Landtag gewählt, dem er bis 1923 angehörte. 1920 bis 1923 war er auch Fraktionsvorsitzender der DVP im Landtag.